# Allau humana de l'església de Santa Teresa
L'allau humana de l'església de Santa Teresa fou una caterva que va ocórrer el 9 d'abril de 1952 durant una missa del Nazareno de San Pablo a la Basílica de Santa Teresa a Caracas (Veneçuela). Tingué lloc després que un dels presents cridés que hi havia un incendi i provoqués l'aglomeració i les corredisses. Com a resultat de l'asfíxia i l'aixafament, 46 persones hi van morir i 115 més hi van resultar ferides.

## Estampida
El 9 d'abril de 1952, un dimecres sant, aproximadament a les 4 i 45 del matí, mentre es duia a terme la tradicional missa del Nazareno de San Pablo a la Basílica de Santa Teresa, a Caracas, un dels assistents va cridar que hi havia un incendi. Els presents van entrar en pànic i van intentar escapar. Com a resultat de l'asfíxia i l'aixafament, 46 persones van morir, 23 d'elles menors d'edat, i 115 van resultar ferides.

## Impacte
L'allau humana és inclosa a la pel·lícula de 1959 de Román Chalbaud Caín adolescente. Un dels segments del programa de ràdio veneçolà Nuestro Insólito Universo fou dedicat a narrar els successos de la catèrvola. El 2015 es va prohibir portar espelmes enceses a la basílica per a evitar esdeveniments com el del 1952.